# Peltis pippingskoeldi
Peltis pippingskoeldi là một loài bọ cánh cứng trong họ Trogossitidae. Loài này được Mannerheim miêu tả khoa học năm 1852.